# Baikalomermis okiinevae
Baikalomermis okiinevae  (лат.) — вид круглых червей из семейства Mermithidae (отряд Mermithida, Nematoda). Эндемик озера Байкал (Россия), где обнаружен на илистом грунте на глубинах от 30 до 370 м.
Круглые черви микроскопических размеров. Имеют 6 продольных хорд и 6 головных папилл. Снаружи покрыты кутикулой с отчётливой перекрёстной волокнистостью. Предположительно паразиты водных личинок комаров-звонцов (Chironomidae).
Вид был впервые описан в 1976 году Иваном Антоновичем Рубцовым по материалам из южной части озера Байкал и включён в отдельный род Baikalomermis Rubzov, 1976 из семейства Mermithidae.